# Шорейкерс (Техас)
Шорейкерс (англ. Shoreacres) — місто (англ. city) в США, в округах Чемберс і Гарріс штату Техас. Населення — 1566 осіб (2020).

## Географія
Шорейкерс розташований за координатами 29°37′16″ пн. ш. 95°1′8″ зх. д. / 29.62111° пн. ш. 95.01889° зх. д. (29.620990, -95.018987).  За даними Бюро перепису населення США в 2010 році місто мало площу 2,50 км², з яких 2,35 км² — суходіл та 0,15 км² — водойми.

## Демографія
Згідно з переписом 2010 року, у місті мешкали 1493 особи в 559 домогосподарствах у складі 441 родини. Густота населення становила 597 осіб/км².  Було 632 помешкання (253/км²).
Расовий склад населення:
| - 91,0 % — білих - 1,5 % — чорних або афроамериканців - 0,7 % — корінних американців - 0,5 % — азіатів - 4,4 % — осіб інших рас |

До двох чи більше рас належало 1,7 %. Частка іспаномовних становила 17,4 % від усіх жителів.
За віковим діапазоном населення розподілялося таким чином: 21,7 % — особи молодші 18 років, 66,6 % — особи у віці 18—64 років, 11,7 % — особи у віці 65 років та старші. Медіана віку мешканця становила 43,3 року. На 100 осіб жіночої статі у місті припадало 102,3 чоловіків;  на 100 жінок у віці від 18 років та старших — 99,8 чоловіків також старших 18 років.
Середній дохід на одне домашнє господарство  становив 114 664 долари США (медіана — 107 639), а середній дохід на одну сім'ю — 123 354 долари (медіана — 120 238). Медіана доходів становила 86 058 доларів для чоловіків та 51 625 доларів для жінок. За межею бідності перебувало 4,2 % осіб, у тому числі 3,3 % дітей у віці до 18 років та 0,6 % осіб у віці 65 років та старших.
Цивільне працевлаштоване населення становило 900 осіб. Основні галузі зайнятості: освіта, охорона здоров'я та соціальна допомога — 17,7 %, будівництво — 15,9 %, виробництво — 14,3 %.